# Umbilibalcis lata
Umbilibalcis lata är en snäckart som först beskrevs av Dall 1889.  Umbilibalcis lata ingår i släktet Umbilibalcis och familjen Eulimidae. Inga underarter finns listade i Catalogue of Life.